# Li Shimin
Li Shimin o Li Shih-min, Taizong o T'ai-tsung (28 de enero del 598 - 10 de julio del 649) fue el segundo emperador de la dinastía Tang de China.
En la batalla de su padre en contra de la dinastía Sui, Li Shimin fue el encargado de la conquista de la capital del este Luoyang. Ahí construyó una administración regional y un séquito de talentosos oficiales. Se dice que sus hermanos podrían matarlo, pero él los aniquiló y su padre pronto abdicó en su favor.
Li Shimin restituyó la administración civil al gobierno local y creó un servicio público unificado. Fomentó el desarrollo de las escuelas estatales creadas por su padre y promovió la edición de los textos clásicos confucianos.

## Hechos notables
- Batalla de Hulao: Enfrenta a su rival Xia Dou Jianda en el paso de Hulao, en Henan, el 28 de mayo de 621[3] Taizong (entonces era el general Li Shimin) con 50.000 soldados a 100.000 enemigos.
- En verano del 626, los köktürks sitiaron con 100.000 soldados la capital china que entonces era Chang'an (actual Xian), pero el emperador los rechazó.
- En el 635 dio recepción a la primera misión cristiana en China dirigida por el monje nestoriano Alopen.
- Ya emperador entre 629 y 633 mandó a su general Li Jing con 30.000 ballesteros, 40.000 infantes y 90.000 jinetes al desierto de Gobi desde el río Amarillo contra las tribus nómadas del desierto.
- Enfrentó al reino tibetano de Tufan quienes invadieron su país con 200.000 soldados el emperador los rechazó con sólo 50.000 tropas fronterizas(1000 a 1007 y 1013 a 1025
- Manda a su general Li Jing contra los bárbaros Tuyuhun del Asia Central entre 632 a 635. También lucha contra las tribus xiyu del Asia central entre 644 y 648, mandando a su general Ashina Chuna.
- Entre 639 y 646 manda a los generales Ashina Simo y Tian Renhui con 50.000 jinetes a caballo, 10 000 a lomo de camello y 100.000 infantes contra los nómades Xueyantuos.
- Entre 644 y 645 manda a sus generales Li Shiji y Li Daozong con 100.000 soldados y 20.000 caballos contra los coreanos que movilizan 150.000 soldados al mando de Yeon Gaesomun. Los chinos vencen en la batalla del Monte Zhubi, pero son derrotados en el Asedio de Ansi en 645. Los coreanos rechazan al invasor, mueren 20.000 chinos y 40.000 coreanos.
- En 649 prepara 300.000 soldados para la conquista definitiva de Corea, pero su muerte hace que se cancele la campaña.